# Степанов, Пётр Сергеевич
Пётр Сергеевич Степанов (1913 — 2008) — советский легкоатлет, специализировавшийся в беге на средние дистанции и барьерном беге, чемпион и призёр чемпионатов СССР, рекордсмен СССР, Заслуженный мастер спорта СССР (1951), Заслуженный тренер СССР (1957).

## Биография
Родился в поселке Сабур-Мачкасы Ардатовского уезда Симбирской губернии (ныне — Чамзинский район Республики Мордовии).
В 1944 году окончил военный факультет ГЦОЛИФК. Выступал за ЦДКА (Москва). Установил пять рекордов страны. Четырежды побеждал на кроссах газеты «Юманите» в командном зачёте. Был первым спортсменом в стране, преодолевшим в беге на 3000 метров с препятствиями рубежи 10 минут (9.59,6, Москва, 17 июня 1937 года) и 9 минут 30 секунд (9.28,8, Москва, 13 июля 1939 года).
В 1944 году перешёл на тренерскую работу в ЦСКА. В 1957 году был удостоен звания Заслуженный тренер СССР. Награждён медалью «За трудовую доблесть».
Тренер сборной команды СССР на летних Олимпийских играх 1960 года в Риме. Руководил кроссовой подготовкой сборной команды страны по современному пятиборью, которая стала победителем Олимпиады 1960 года.
Скончался в 2008 году.

## Спортивные результаты
- Чемпионат СССР по лёгкой атлетике 1937 года:
  - Бег на 3000 метров с препятствиями —  (9.55,4);
- Чемпионат СССР по лёгкой атлетике 1940 года:
  - Бег на 3000 метров с препятствиями —  (9.33,7);
- Чемпионат СССР по лёгкой атлетике 1943 года:
  - Бег на 3000 метров с препятствиями —  (9.34,8);
- Чемпионат СССР по лёгкой атлетике 1944 года:
  - Бег на 3000 метров с препятствиями —  (9.27,0);
- Чемпионат СССР по лёгкой атлетике 1945 года:
  - Бег на 3000 метров с препятствиями —  (9.29,6);

## Известные воспитанники
- Болотников, Пётр Григорьевич (1930—2013) — стайер, олимпийский чемпион 1960 года, рекордсмен мира в беге на 10 000 м, Заслуженный мастер спорта СССР (1960);
- Ржищин, Семён Иванович (1933—1986) — легкоатлет, бронзовый призёр Олимпийских игр 1960 года в Риме на дистанции 3000 метров с препятствиями, Заслуженный мастер спорта СССР (1960).
- Соколов, Николай Николаевич (1930—2009) — легкоатлет, серебряный призёр Олимпийских игр, Заслуженный мастер спорта СССР (1965).

## Награды
- Медаль «За трудовую доблесть» (16.09.1960) — за успешные выступления в XVII летних и VIII зимних Олимпийских играх 1960 года, а также за выдающиеся спортивные достижения[1]